# Wydrza
Wydrza – wieś w Polsce, położona w województwie podkarpackim, w powiecie tarnobrzeskim, w gminie Grębów.
| przysiółki | Braniszów, Klonowe, Ługi, Rzym, Stare Klonowe, Zadąbrówcze, Zastawek   |
| części wsi | Biele, Dąbrowa, Kowalowa Górka, Matnia, Miętne, Obórki, Poręby, Ugorek |

W latach 1975–1998 wieś administracyjnie należała do województwa tarnobrzeskiego.
We wsi funkcjonuje rzymskokatolicka parafia św. Józefa Robotnika należąca do Dekanatu Nowa Dęba.